# Stazione di Nakayamadera
La Stazione di Nakayamadera (中山寺駅?, Nakayamadera-eki) è una stazione ferroviaria di Takarazuka, città della prefettura di Hyōgo in Giappone sulla linea Fukuchiyama e servita dal servizio JR Takarazuka e alcune estensioni della linea JR Tōzai della JR West. La stazione prende il nome dal tempio buddhista di Nakayama-dera, situato a 10 minuti di cammino da essa.

## Servizi ferroviari
West Japan Railway Company
■ Linea JR Takarazuka

## Struttura
La stazione è dotata di due marciapiedi laterali per due binari, con il fabbricato viaggiatori sopraelevato sul piano del ferro. 
| 1-2 | ■ Linea JR Takarazuka | per Takarazuka, Sanda e Fukuchiyama |
| 3-4 | ■ Linea JR Takarazuka | per Amagasaki, Osaka e Kitashinchi  |

## Stazioni adiacenti
| «                   | Servizio            | »                   |
| Linea JR Takarazuka | Linea JR Takarazuka | Linea JR Takarazuka |
| ------------------- | ------------------- | ------------------- |
| Kawanishi-Ikeda     | Tutti i treni       | Takarazuka          |